# 时代封面人物列表 (1930年代)
下列为1930年代的《时代杂志》的封面人物。《时代杂志》在1923年首次发行，作为美国领先的新闻杂志，其封面人物是同时期的各方面的风云人物。

## 1930年

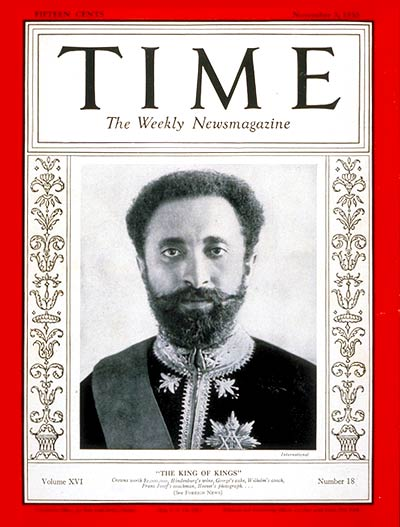
1930年11月3日的封面人物海尔·塞拉西一世（Haile Selassie）

- 1月6日 – 欧文·D·杨格（Owen D. Young）
- 1月13日 – 多明戈·乌加尔德（Domingo Ugalde）
- 1月20日 – 安德烈·塔尔迪厄（André Tardieu）
- 1月27日 – 威廉·D·米切尔（William D. Mitchell）
- 2月3日 – 玛利亚·蒙特索里（Maria Montessori）
- 2月10日 – 雷·李曼·韦尔伯（Ray Lyman Wilbur）
- 2月17日 – 查尔斯·埃文斯·休斯（Charles Evans Hughes）
- 2月24日 – 塞勒斯·S·伊顿（Cyrus S. Eaton）
- 3月3日 – Pointer Mary Blue（Pointer Mary Blue）
- 3月10日 – 罗亚尔·科尔蒂索兹（Royal Cortissoz）
- 3月17日 – 玛丽王后
- 3月24日 – 艾尔·卡彭（Al Capone）
- 3月31日 – 圣雄甘地（Mahatma Gandhi）
- 4月7日 – 希伯·杰迪代亚·格兰特（Heber Jedediah Grant）
- 4月14日 – 威廉·H·韦尔奇（William H. Welch）
- 4月21日 – 菲利普·斯诺登（Philip Snowden）
- 4月28日 – 利奥波德·斯托科夫斯基（Leopold Stokowski）
- 5月5日 – 朱利叶斯·H·巴恩斯（Julius H. Barnes）
- 5月12日 – 阿洛伊斯·朗格(Alois Lang)
- 5月19日 – 阎锡山
- 5月26日 – 爱德华·G·V·斯坦利
- 6月2日 – 威廉·亚当斯·德拉诺（William Adams Delano）
- 6月9日 – 约瑟夫·斯大林（Joseph Stalin）
- 6月16日 – 威廉·库珀·普罗克特（William C. Procter）
- 6月23日 – 朱利奥·普雷斯特斯（Julio Prestes）
- 6月30日 – 卢克雷齐娅·博里（Lucrezia Bori）
- 7月7日 – 路易斯·布兰戴斯（Louis D. Brandeis）
- 7月14日 – 小赫伯特·胡佛（Herbert Hoover Jr.）
- 7月21日 – 大卫·A·里德（David A. Reed）
- 7月28日 – 理查德·贝德福德·贝内特（Richard B. Bennett）
- 8月4日 – 亚历山大·莱格（Alexander Legge）
- 8月11日 – 约克公爵夫人（Duchess of York）
- 8月18日 – 托马斯·希区柯克小姐 (Thomas Hitchcock)
- 8月26日 – 威尔伯特·罗宾森（Wilbert Robinson）
- 9月1日 – 道森勋爵（Lord Dawson）
- 9月8日 – 奥古斯托·B·莱基亚（Augusto B. Leguía）
- 9月15日 – 哈罗德·S·范德比尔特（Harold S. Vanderbilt）
- 9月22日 – 鲍比·琼斯(Bobby Jones)
- 9月29日 – 德怀特·W·莫罗（Dwight W. Morrow）
- 10月6日 – 哈利·爱默生·福斯迪克（Harry Emerson Fosdick）
- 10月13日 – 谢尔盖·库塞维茨基（Sergei Koussevitsky）
- 10月20日 – 亨利·马蒂斯（Henri Matisse）
- 10月27日 – 乔治五世 & 玛丽王后
- 11月3日 – 海尔·塞拉西(Haile Selassie)
- 11月10日 – 朱厄特·肖斯(Jouett Shouse)
- 11月17日 – 公共足球（Football's Public）
- 11月24日 – 罗伯特·巴尔克利（Robert Bulkley）
- 12月1日 – 詹姆斯·J·戴维斯（James J. Davis）
- 12月8日 – 哈康七世（King Haakon VII）
- 12月15日 – 玛丽·高登（Mary Garden）
- 12月22日 – 埃尔莎·爱因斯坦（Elsa Einstein）
- 12月29日 – 庇护十一世（Pius XI）

## 1931年
- 1月5日 – 圣雄甘地

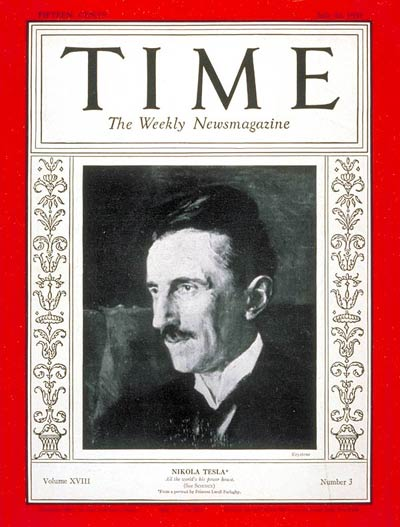
1931年7月20日的封面人物尼古拉·特斯拉（Nikola Tesla）

- 1月2日 – 詹姆斯·尤因（James Ewing）
- 1月19日 – 热拉尔多·马查多（Gerardo Machado）
- 1月26日 – 威廉·博拉（William Borah）
- 2月2日 – 乔治·威克沙姆（George Wickersham）
- 2月9日 – 查理·卓别林（Charlie Chaplin）
- 2月16日 – 约瑟夫·迪恩斯·泰勒 （Deems Taylor）
- 2月23日 – 维亚切斯拉夫·缅任斯基（Vyacheslav Menzhinsky）
- 3月2日 – 大卫·S·英格尔斯（David S. Ingalls）
- 3月9日 – 查尔斯·R·克莱恩（Charles R. Crane）
- 3月16日 – 奥斯瓦德·莫斯利（Oswald Mosley）
- 3月23日 – 约翰·弗朗西斯·卡里（John F. Curry）
- 3月30日 – 沃尔特·利普曼（Walter Lippman）
- 4月6日 – 阿方索十三世
- 4月13日 – 罗伊·W·霍华德（Roy W. Howard）
- 4月20日 – 拉玛七世（King Prajadhipok）
- 4月27日 – 娜娜琳·杜克小姐（Nanaline Duke）
- 5月4日 – 尼塞托·阿尔卡拉-萨莫拉（Niceto Alcalá-Zamora）
- 5月11日 – 路易·赫伯特·利奥泰（Hubert Lyautey）
- 5月18日 – 各务镰吉（Kenkichi Kagami）
- 5月25日 – 沃尔特·科菲（Walter Coffey）、约翰·亨伯（John Humber） & 格雷斯·哈蒙德·康纳斯（Grace Hammond Conners）
- 6月1日 – 塞缪尔·R·麦凯尔维（Samuel R. McKelvie）
- 6月8日 – 大卫·斯塔尔·乔丹（David Starr Jordan）
- 6月15日 – 海因里希·布吕宁（Heinrich Brüning）
- 6月22日 – 莫顿·唐尼（Morton Downey）
- 6月29日 – 西里尔·阿林顿（Cyril Alington）
- 7月6日 – 贝蒂·纳塔尔（Betty Nuthall）
- 7月13日 – 奥格登·L·米尔斯（Ogden L. Mills）
- 7月20日 – 尼古拉·特斯拉（Nikola Tesla）
- 7月27日 – 保罗·冯·兴登堡（Paul Von Hindenburg）
- 8月3日 – 薇拉·凯瑟（Willa Cather）
- 8月10日 – 保罗·W·利奇菲尔德（Paul W. Litchfield）
- 8月17日 – 塞缪尔·西伯里（Samuel Seabury）
- 8月24日 – 阿尔伯特·H·维京（Albert H. Wiggin）
- 8月31日 – 温思罗普·W·奥尔德里奇（Winthrop W. Aldrich）
- 9月7日 – 拉姆齐·麦克唐纳（Ramsay MacDonald）、斯坦利·鲍德温 & 大卫·劳合·乔治（David Lloyd George）
- 9月14日 – 帕特里克·杰伊·赫尔利（Patrick Jay Hurley）
- 9月21日 – 罗斯·肖·斯特林（Ross S. Sterling）
- 9月28日 – 皮埃尔·赖伐尔（Pierre Laval） & 阿里斯蒂德·白里安（Aristide Briand）
- 10月5日 – 普里莫·卡尔内拉（Primo Carnera）
- 10月12日 – 币原喜重郎男爵（Baron Kijuro Shidehara）
- 10月19日 – 威廉·格林
- 10月26日 – 蒋介石 & 宋美龄
- 11月2日 – 尤金·奥尼尔（Eugene O'Neill）
- 11月9日 – 罗莎·庞塞尔（Rosa Ponselle）
- 11月16日 – 迪诺·格兰迪（Dino Grandi）
- 11月23日 – 巴里·伍德（Barry Wood）
- 11月30日 – 沃尔特·伦西曼（Walter Runciman）
- 12月7日 – 约翰·南斯·加纳（John Nance Garner）
- 12月14日 – 詹姆斯·亨利·布雷斯特德（James H. Breasted）
- 12月21日 – 阿道夫·希特勒（Adolf Hitler）
- 12月28日 – 犬养毅（Ki Inukai）

## 1932年
- 4 Jan – 皮埃尔·赖伐尔

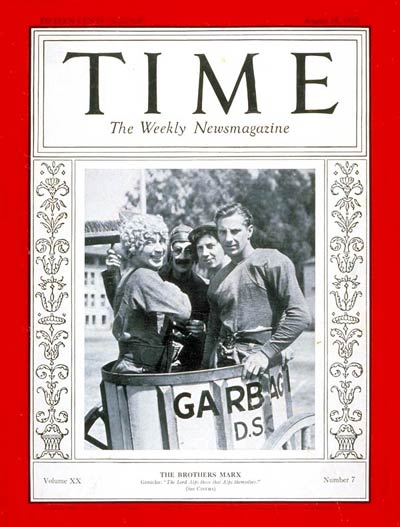
1932年8月15日的封面人物马克思兄弟（Marx Brothers）

- 11 Jan – 丹尼尔·威拉德（Daniel Willard）
- 18 Jan – 埃里特·洛班·科尔德（Errett Lobban Cord）
- 25 Jan – 菲利普·巴里（Philip Barry）
- 1 Feb – 富兰克林·罗斯福
- 8 Feb – 休·S·吉布森（Hugh S. Gibson）
- 15 Feb – 尼古拉斯·默里·巴特勒（Nicholas M. Butler）
- 22 Feb – 耶胡迪·梅纽因（Yehudi Menuhin）
- 29 Feb – 威廉·穆雷（William H. Murray）
- 7 Mar – 约翰·巴里摩尔（John Barrymore） & 莱昂内尔·巴里摩尔（Lionel Barrymore）
- 14 Mar – 克拉伦斯·杨（Clarence Young）
- 21 Mar – 约翰·A·西蒙（John A. Simon）
- 28 Mar – 加比·斯特里特（Gabby Street）
- 4 Apr – 罗宾逊·杰弗斯（Robinson Jeffers）
- 11 Apr – 埃蒙·德·瓦莱拉（Éamon de Valera）
- 18 Apr – 马戏团（The Circus）
- 25 Apr – 内维尔·张伯伦
- 2 May – 小查尔斯·A·林德伯格（Charles A. Lindbergh Jr.）
- 9 May – 詹姆斯·爱德华·弗里曼（James Edward Freeman）
- 16 May – 爱德华·赫里欧（Édouard Herriot）
- 23 May – 牛顿·D·贝克(Newton D. Baker)
- 31 May – 尤金·迈耶（Eugene Meyer）
- 6 Jun – 昭和天皇（Emperor Hirohito）
- 13 Jun – 沃尔特·福杰尔·布朗（Walter F. Brown）
- 20 Jun – 卡洛斯·达维拉（Carlos Dávila）
- 27 Jun – 阿尔弗雷德·E·史密斯（Alfred E. Smith）
- 4 Jul – 弗朗茨·冯·巴本（Franz von Papen）
- 11 Jul – 本·伊斯门（Ben Eastman）
- 18 Jul – 葆琳·萨宾（Pauline Sabin）
- 25 Jul – 贝斯伯勒伯爵（Earl of Bessborough）
- 1 Aug – 埃尔斯沃思·瓦因斯（Ellsworth Vines）
- 8 Aug – 诺曼·马顿·托马斯（Norman M. Thomas）
- 15 Aug – 马克思兄弟Groucho, Harpo, Chico & Zeppo Marx
- 22 Aug – 库尔特·冯·施莱谢尔（Kurt von Schleicher）
- 29 Aug – 威廉·吉布斯·麦卡杜（William G. McAdoo）
- 5 Sep – 内田康哉（Yasuya Uchida）
- 12 Sep – 小亨利·L·斯蒂文斯（Henry L. Stevens Jr.）
- 19 Sep – 雅各布·鲁珀特（Jacob Ruppert）
- 26 Sep – 爱德华·D·达菲尔德（Edward D. Duffield）
- 3 Oct – 休伊·皮尔斯·朗（Huey P. Long）
- 10 Oct – 乔治五世
- 17 Oct – 莉莉·庞斯（Lily Pons）
- 24 Oct – 鲁弗斯·D·艾萨克（Rufus D. Isaacs）
- 31 Oct – 詹姆斯·法利（James Farley）
- 7 Nov – 普通公民（Common Citizens）
- 14 Nov – 霍华德·哈丁·琼斯（Howard H. Jones）
- 21 Nov – 梅尔文·阿尔瓦·特雷勒（Melvin A. Traylor）
- 28 Nov – 托马斯·爱德华·劳伦斯（T.E. Lawrence）
- 5 Dec – 查尔斯·柯蒂斯（Charles Curtis）
- 12 Dec – 诺曼·H·戴维斯（Norman H. Davis）
- 19 Dec – 亨利·托马斯·雷尼（Henry T. Rainey）
- 26 Dec – 凯瑟琳·科内尔（Katharine Cornell）

## 1933年

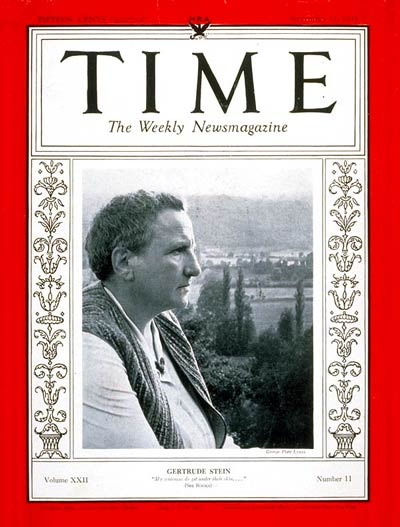
1933年9月11日的封面人物格特鲁德·斯泰因（Gertrude Stein）

- 2 Jan – 富兰克林·罗斯福，Man of the Year
- 9 Jan – 查尔斯·F·凯特林（Charles F. Kettering）
- 16 Jan – 劳伦斯·蒂贝特（Lawrence Tibbett）
- 23 Jan – 荒木贞夫（Sadao Araki）
- 30 Jan – 诺埃尔·科沃德（Noël Coward）
- 6 Feb – 卡特·格拉斯（Carter Glass）
- 13 Feb – 理查德·利（Richard Leigh）
- 20 Feb – 威廉·W·阿特伯里（William W. Atterbury）
- 27 Feb – 帕特·哈里森（Pat Harrison）
- 6 Mar – 萨拉·德拉诺·罗斯福（Sara Delano Roosevelt）
- 13 Mar – 阿道夫·希特勒
- 20 Mar – 威廉·哈特曼·伍丁（William H. Woodin）
- 27 Mar – 约翰·海·惠特尼（John Hay Whitney）
- 3 Apr – 庇护十一世
- 10 Apr – 亨利·A·华莱士（Henry A. Wallace）
- 17 Apr – 科德尔·赫尔（Cordell Hull）
- 24 Apr – 马克西姆·利特维诺夫（Maxim Litvinov）
- 1 May – 威廉·R·赫斯特（William R. Hearst）
- 8 May – 雷蒙德·莫利（Raymond Moley）
- 15 May – 热拉尔多·马查多（Gerardo Machado）
- 22 May – 鲁弗斯·C·道斯（Rufus C. Dawes）
- 29 May – 爱德华·达拉第（Édouard Daladier）
- 5 Jun – 弗兰克·艾德劳特（Frank Aydelotte）
- 12 Jun – 费迪南德·佩科拉（Ferdinand Pecora）
- 19 Jun – 内维尔·张伯伦（Neville Chamberlain）
- 26 Jun – 伊塔洛·巴尔博（Italo Balbo）
- 3 Jul – 休·S·约翰逊（Hugh S. Johnson）
- 10 Jul – 约瑟夫·戈培尔（Joseph Goebbels）
- 17 Jul – 柯蒂斯·博克（Curtis Bok）
- 24 Jul – 哈罗德·L·伊克斯（Harold L. Ickes）
- 31 Jul – 胡安·特里佩（Juan Trippe）
- 7 Aug – 玛丽·杜丝勒（Marie Dressler）
- 14 Aug – 弗朗西斯·佩金斯（Frances Perkins）
- 21 Aug – 赫尔曼·戈林（Hermann Göring）
- 28 Aug – 爱德华·J·凯利（Edward J. Kelly）
- 4 Sep – 杰克·克劳福德（Jack Crawford）
- 11 Sep – 格特鲁德·斯泰因（Gertrude Stein）
- 18 Sep – 乔治·F·祖克（George F. Zook）
- 25 Sep – 恩格尔伯特·多尔夫斯（Engelbert Dollfuss）
- 2 Oct – 约翰·L·刘易斯（John L. Lewis）
- 9 Oct – 乔治·M·科汉（George M. Cohan）
- 16 Oct – 珀西·S·斯特劳斯（Percy S. Straus）
- 23 Oct – 菲奥雷洛·拉瓜迪亚（Fiorello LaGuardia）、约翰·P·奥布莱恩（John P. O'Brien） & 约瑟夫·V·麦基（Joseph V. McKee）
- 30 Oct – 马克西姆·魏刚（Maxim Weygand）
- 6 Nov – 乔治·皮克（George Peek）
- 13 Nov – 橄榄球
- 20 Nov – 埃莉诺·罗斯福（Eleanor Roosevelt）
- 27 Nov – 乔治·F·沃伦（George F. Warren）
- 4 Dec – 塞顿·波特（Seton Porter）
- 11 Dec – 蒋介石
- 18 Dec – 尤金·卢瑟·维达尔（Eugene Luther Vidal）
- 25 Dec – 《爱丽丝梦游仙境》（Alice in Wonderland）

## 1934年

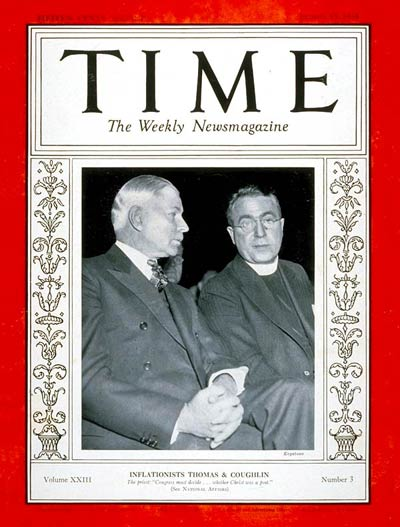
1934年1月15日的封面人物埃尔默·托马斯（Elmer Thomas）和查尔斯·考福林（Charles Coughlin）

- 1 Jan – 休·S·约翰逊（Hugh S. Johnson）, Man of the Year
- 8 Jan – 沃尔特·克莱斯勒（Walter P. Chrysler）
- 15 Jan – 埃尔默·托马斯（Elmer Thomas） & 查尔斯·考福林（Charles Coughlin）
- 22 Jan – 杰西·H·琼斯（Jesse H. Jones）
- 29 Jan – 詹姆斯·乔伊斯（James Joyce）
- 5 Feb – 詹姆斯·布莱恩特·科南特（James B. Conant）
- 12 Feb – 克利缅特·伏罗希洛夫（Klimentiy Voroshilov）
- 19 Feb – 哈里·霍普金斯（Harry L. Hopkins）
- 26 Feb – 理查德·惠特尼（Richard Whitney）
- 5 Mar – 溥仪
- 12 Mar – 加斯东·杜梅格（Gaston Doumergue）
- 19 Mar – 罗伯特·F·瓦格纳（Robert F. Wagner）
- 26 Mar – 乔治·亚利斯（George Arliss）
- 2 Apr – 阿图罗·托斯卡尼尼（Arturo Toscanini）
- 9 Apr – 文森特·阿斯特（Vincent Astor）
- 16 Apr – 亚瑟·爱丁顿爵士（Sir Arthur Eddington）
- 23 Apr – 埃里特·洛班·科尔德（Errett Lobban Cord）
- 30 Apr – 罗伯特·李·道顿（Robert Lee Doughton）
- 7 May – 爱德华·R·布拉德利（Edward R. Bradley）
- 14 May – 塞缪尔·因萨尔（Samuel Insull）
- 21 May – 广田弘毅
- 28 May – 欧文·伯林（Irving Berlin）
- 4 Jun – 约瑟夫·M·里夫斯（Joseph M. Reeves）
- 11 Jun – 托马斯·曼（Thomas Mann）
- 18 Jun – 哈罗德·威利斯·多兹（Harold Willis Dodds）
- 25 Jun – 雷克斯福德·特格韦尔（Rexford G. Tugwell）
- 2 Jul – 礼萨汗（Riza Shah Pahlevi）
- 9 Jul – 弗农·戈麦斯（Vernon Gomez）
- 16 Jul – 保罗·冯·兴登堡（Paul von Hindenburg）
- 23 Jul – 约瑟夫·波因德克斯特（Joseph B. Poindexter）
- 30 Jul – 詹姆斯·法利（James Farley）
- 6 Aug – 库尔特·施米特（Kurt Schmitt）
- 13 Aug – 埃尔莎·夏帕瑞丽（Elsa Schiaparelli）
- 20 Aug – 骑兵队（Cavalcade）
- 27 Aug – 塞西尔·德米尔（Cecil B. DeMille）
- 3 Sep – 弗雷德·佩里（Fred Perry）
- 10 Sep – 唐纳德·里奇伯格（Donald Richberg）
- 17 Sep – 小亨利·摩根索（Henry Morgenthau）
- 24 Sep – 路易·巴尔杜（Louis Barthou）
- 1 Oct – 亨利·N·麦克拉肯（Henry N. MacCracken）
- 8 Oct – 海伦·罗杰斯·里德（Helen Rogers Reid） & Friends
- 15 Oct – 詹姆斯·佩里牧师（Reverend James Perry）
- 22 Oct – 厄普顿·辛克莱（Upton Sinclair）
- 29 Oct – 罗斯科·特纳（Roscoe Turner）
- 5 Nov – 亨利·P·弗莱彻（Henry P. Fletcher）
- 12 Nov – 约瑟夫·克拉克·格鲁（Joseph C. Grew）
- 19 Nov – 小罗伯特·M·拉福列特（Robert M. La Follette, Jr.）
- 26 Nov – 本杰明·N·卡多佐（Benjamin N. Cardozo）
- 3 Dec – 拉萨罗·卡德纳斯（Lázaro Cárdenas）
- 10 Dec – 马克斯韦尔·安德森（Maxwell Anderson）
- 17 Dec – 白宫工作人员（White House Staffers）
- 24 Dec – 托马斯·哈特·本顿（Thomas Hart Benton）
- 31 Dec – 赫伯特·H·莱曼（Herbert H. Lehman）

## 1935年

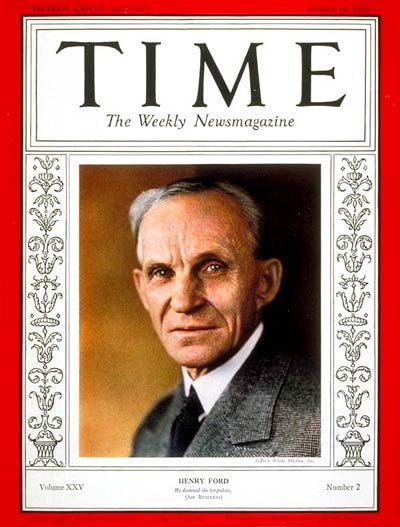
1935年1月14日的封面人物亨利·福特

- 7 Jan – 富兰克林·罗斯福, Man of the Year
- 14 Jan – 亨利·福特（Henry Ford）
- 21 Jan – 约翰·托马斯·泰勒（John Thomas Taylor）
- 28 Jan – 凯瑟琳·诺里斯（Kathleen Norris）
- 4 Feb – 皮埃尔-埃蒂安·弗朗丹（Pierre-Étienne Flandin）
- 11 Feb – 洛恩·夏博（Lorne Chabot）
- 18 Feb – 洛特·莱曼（Lotte Lehmann）
- 25 Feb – 塞缪尔·克雷·威廉姆斯（Samuel Clay Williams）
- 4 Mar – 理查德·贝里·哈里森（Richard B. Harrison）
- 11 Mar – 弗兰克·J·霍根（Frank J. Hogan）
- 18 Mar – 汪精卫
- 25 Mar – 道格拉斯·麦克阿瑟将军（General Douglas MacArthur）
- 1 Apr – 休伊·皮尔斯·朗（Huey P. Long）
- 8 Apr – 安东尼·艾登 & 约翰·西蒙爵士（Sir John Simon）
- 15 Apr – 迪兹·迪恩（Dizzy Dean）
- 22 Apr – 约瑟夫·W·拜恩斯（Joseph W. Byrns）
- 29 Apr – 约翰·弗朗西斯·内兰（John Francis Neylan）
- 6 May – 乔治五世
- 13 May – 哈里·F·伯德（Harry F. Byrd）
- 20 May – 斋藤博
- 27 May – 米里安·霍普金斯（Miriam Hopkins）
- 3 Jun – 约翰·南斯·加纳（John Nance Garner）
- 10 Jun – 伊曼纽尔·利布曼博士（Dr. Emanuel Libman）
- 17 Jun – 斯坦利·鲍德温
- 24 Jun – 罗伯特·梅纳德·哈钦斯（Robert M. Hutchins）
- 1 Jul – 约翰·考尔斯（John Cowles）
- 8 Jul – 约瑟夫·莱昂斯（Joseph Lyons）
- 15 Jul – 约瑟夫·T·罗宾逊（Joseph T. Robinson）
- 22 Jul – 老约瑟夫·P·肯尼迪（Joseph P. Kennedy）
- 29 Jul – 哈洛·夏普利（Harlow Shapley）
- 5 Aug – 约翰·埃德加·胡佛（J. Edgar Hoover）
- 12 Aug – 威廉明娜女王
- 19 Aug – 珍·哈露（Jean Harlow）
- 26 Aug – 休戈·布莱克（Hugo L. Black）
- 2 Sep – 唐纳德·巴吉（Donald Budge）
- 9 Sep – 克莱德·L·赫林（Clyde L. Herring）
- 16 Sep – 亚历克西斯·卡雷尔（Alexis Carrel）
- 23 Sep – 塞缪尔·霍尔爵士（Sir Samuel Hoare）
- 30 Sep – 红衣主教海耶斯
- 7 Oct – 米奇·科克伦（Mickey Cochrane）
- 14 Oct – 赫伯特·胡佛（Herbert C. Hoover）
- 21 Oct – 约翰·布臣，第一代特威兹穆尔男爵（John Buchan, 1st Baron Tweedsmuir）
- 28 Oct – 布鲁诺·墨索里尼、贝尼托·墨索里尼 & 维托里奥·墨索里尼
- 4 Nov – 詹姆斯·A·麦考利（James A. Macauley）
- 11 Nov – 足球观众（Football Spectators）
- 18 Nov – 马克·沙利文（Mark Sullivan）
- 25 Nov – 曼努埃尔·奎松（Manuel L. Quezon）
- 2 Dec – 埃德·穆西克（Edwin C. Musick）
- 9 Dec – 威廉·菲利普斯
- 16 Dec – 阿列克谢·斯达汉诺夫（Alexei Stakhanov）
- 23 Dec – 基尔斯滕·弗拉格斯塔德（Kirsten Flagstad）
- 30 Dec – 海伦·海斯（Helen Hayes）

## 1936年
- 1月6日 – 海尔·塞拉西一世，時代年度風雲人物
- 1月13日 – 阿瑟·康普顿
- 1月20日 – 小约翰·皮尔庞特·摩根（J. P. Morgan, Jr.）
- 1月27日 – 艾比·奥尔德里奇·洛克菲勒（Abby Aldrich Rockefeller）
- 2月3日 – 乔治·桑塔亚那
- 10 Feb – 马里纳·斯托达德·埃克尔斯
- 17 Feb – 莱妮·里芬斯塔尔（Leni Riefenstahl）
- 24 Feb – 裕仁、溥仪、约瑟夫·斯大林與蒋介石
- 2 Mar – 埃米尔·胡雅（Emil Hurja）
- 9 Mar – 莱昂·布鲁姆（Léon Blum）
- 16 Mar – 马丁·W·克莱门特（Martin W. Clement）
- 23 Mar – 以赛亚·鲍曼（Isaiah Bowman）
- 30 Mar – 威廉·博拉（William Borah）
- 6 Apr – 丹尼尔·豪（Daniel W. Hoan）
- 13 Apr – 阿道夫·希特勒
- 20 Apr – 弗兰克·布奇曼（Frank N.D. Buchman）
- 27 Apr – 秀兰·邓波儿（Shirley Temple）
- 4 May – 托基尔德·雷伯（Torkild Rieber）
- 11 May – 弗朗兹·博厄斯（Franz Boas）
- 18 May – 阿尔弗雷德·兰登（Alfred Landon）
- 25 May – 约瑟夫·德李（Joseph DeLee）
- 1 Jun – 帕特·哈里森（Pat Harrison）
- 8 Jun – 詹姆斯·欧雷德（James Allred）
- 15 Jun – 詹姆斯·罗兰·安吉尔（James R. Angell）
- 22 Jun – 法国前锋（French Strikers）
- 29 Jun – 塞缪尔·霍尔爵士
- 6 Jul – 约翰·卢埃林·刘易斯（John L. Lewis）
- 13 Jul – 乔·迪马吉奥（Joe DiMaggio）
- 20 Jul – 贝尼托·墨索里尼
- 27 Jul – 勒罗伊·米内（Leroy Miner）
- 3 Aug – 查尔斯·菲尔普斯·塔夫脱（Charles P. Taft）
- 10 Aug – 约翰·多斯·帕索斯（John Dos Passos）
- 17 Aug – 威廉·克莱顿（William L. Clayton）
- 24 Aug – 弗朗西斯科·佛朗哥、埃米利奥·莫拉 & 曼努埃尔·阿萨尼亚
- 31 Aug – 克拉克·盖博（Clark Gable）
- 7 Sep – 尤金·塔尔马吉（Eugene Talmadge）
- 14 Sep – 海伦·赫尔·雅各布斯（Helen Hull Jacobs）
- 21 Sep – 约翰·丹尼尔·米勒·汉密尔顿（John D. M. Hamilton）
- 28 Sep – 詹姆斯·布莱恩特·科南特（James B. Conant）
- 5 Oct – 盧·賈里格（Lou Gehrig） & 卡尔·哈贝尔（Carl Hubbell）
- 12 Oct – 林利斯戈勋爵（Lord Linlithgow）
- 19 Oct – 红衣主教帕塞利（Cardinal Pacelli）
- 26 Oct – 小托马斯·帕兰（Thomas Parran, Jr.）
- 2 Nov – 约瑟夫·梅迪尔·帕特森（Joseph M. Patterson） & 罗伯特·R·麦考密克（Robert R. McCormick）
- 9 Nov – 蒋介石
- 16 Nov – 安东尼·格泽别克（Anthony Grzebyk）
- 23 Nov – 爱德华·F·麦克格雷迪（Edward F. McGrady）
- 30 Nov – 玛莲娜·迪特里茜（Marlene Dietrich）
- 7 Dec – 科德尔·赫尔（Cordell Hull）
- 14 Dec – 萨尔瓦多·达利（Salvador Dalí）
- 21 Dec – 爱德华·约翰逊
- 28 Dec – 裕仁天皇

## 1937年
- 4 Jan – 沃利斯·沃菲尔德·辛普森（Wallis Warfield Simpson）, Woman of the Year
- 11 Jan – 乔治·诺里斯（George Norris）
- 18 Jan – 威廉·S·克努森（William S. Knudsen）
- 25 Jan – 列夫·达维多维奇·托洛茨基（Leon Trotsky）
- 1 Feb – 托马斯·杜威（Thomas E. Dewey）
- 8 Feb – 约翰·J·佩利（John J. Pelley）
- 15 Feb – 红衣主教多尔蒂（Cardinal Dougherty）
- 22 Feb – 阿萨夫·贾赫七世（Osman Ali Khan, Asaf Jah VII）
- 1 Mar – 查尔斯·埃文斯·休斯（Charles E. Hughes）
- 8 Mar – 乔治六世
- 15 Mar – 约瑟夫·爱德华·戴维斯（Joseph E. Davies）
- 22 Mar – 克拉伦斯·利特尔（Clarence Little）
- 29 Mar – 克莱德·比蒂（Clyde Beatty）
- 5 Apr – 哈利·B·豪塞尔（Harry B Housser）
- 12 Apr – 弗吉尼亚·伍尔夫(Virginia Woolf)
- 19 Apr – 鲍勃·费勒（Bob Feller）
- 26 Apr – 富尔亨西奥·巴蒂斯塔（Fulgencio Batista）
- 3 May – 比利和波比毛奇（Billy and Bobby Mauch）
- 10 May – 马特·温（Matt Winn）
- 17 May – 克里斯蒂安十世
- 24 May – 科斯莫·戈登·朗（Cosmo Gordon Lang）
- 31 May – 迪翁五胞胎（Dionne Quintuplets）
- 7 Jun – 西德尼·霍华德（Sidney Howard）
- 14 Jun – 保罗·范泽兰（Paul van Zeeland）
- 21 Jun – 莫里斯·费斯贝因（Morris Fishbein）
- 28 Jun – 埃塞尔·杜邦（Ethel du Pont） & 小富兰克林·德拉诺·罗斯福（Franklin D. Roosevelt, Jr.）
- 5 Jul – 乔治·霍华德·厄尔三世（George Earle III）
- 12 Jul – 詹姆斯·爱德华·韦斯特（James E. West）
- 19 Jul – 哈利·布里奇斯（Harry Bridges）
- 26 Jul – 近衛文麿(Prince Konoye)
- 2 Aug – 菲奥雷洛·拉瓜迪亚(Fiorello LaGuardia)
- 9 Aug – 法鲁克一世
- 16 Aug – 保罗·穆尼（Paul Muni）
- 23 Aug – 阿尔本·W·巴克利（Alben Barkley）
- 30 Aug – 米内光政
- 6 Sep – 弗朗西斯科·佛朗哥
- 13 Sep – 戈特弗里德·冯·克拉姆（Gottfried von Cramm）
- 20 Sep – 米切尔·赫本（Mitchell Hepburn）
- 27 Sep – 沃尔特·李普曼（Walter Lippman）
- 4 Oct – 威廉·格林
- 11 Oct – 威廉·O·道格拉斯
- 18 Oct – 欧内斯特·海明威（Ernest Hemingway）
- 25 Oct – 华莱士·韦德（Wallace Wade）
- 1 Nov – 欧内斯特·劳伦斯（Ernest O. Lawrence）
- 8 Nov – 阿尔弗雷德·伦特（Alfred Lunt） & 林恩·丰塔内（Lynn Fontanne）
- 15 Nov – 路易斯·布兰戴斯（Louis Brandeis）
- 22 Nov – 利奥波德三世
- 29 Nov – 威廉·B·班克赫德（William B. Bankhead）
- 6 Dec – 让·西贝柳斯（Jean Sibelius）
- 13 Dec – 科尔比·米切尔·切斯特（Colby M. Chester）
- 20 Dec – 约瑟夫·斯大林
- 27 Dec – 华特·迪士尼（Walt Disney）

## 1938年
- 3 Jan – 蒋介石 & 蒋夫人, Couple of the Year
- 10 Jan – 韦斯利·W·斯陶特（Wesley W. Stout）
- 17 Jan – 弗兰克·劳埃德·赖特（Frank Lloyd Wright）
- 24 Jan – 沃尔特·F·怀特（Walter F. White）
- 31 Jan – 罗斯威尔·马吉尔（Roswell Magill）
- 7 Feb – 约翰·L·刘易斯（John L. Lewis）
- 14 Feb – 塞巴斯蒂安·波萨斯·佩雷亚（Sebastián Pozas Perea）
- 21 Feb – 约翰·G·贝茨（John G. Bates）
- 28 Feb – 詹姆斯·罗斯福（James Roosevelt）
- 7 Mar – 苏巴斯·钱德拉·鲍斯（Subhas Chandra Bose）
- 14 Mar – 戴夫·克尔（Dave Kerr）
- 21 Mar – 库尔特·许士尼格（Kurt von Schuschnigg）
- 28 Mar – 贝蒂·戴维斯（Bette Davis）
- 4 Apr – 阿尔伯特·爱因斯坦（Albert Einstein）
- 11 Apr – 乔·马丁（Joe Martin）
- 18 Apr – 刘易斯·芒福德（Lewis Mumford）
- 25 Apr – 礼萨汗·巴列维（Reza Shah Pahlavi）
- 2 May – 克劳德·佩珀（Claude Pepper）
- 9 May – 奥森·威尔斯（Orson Welles）
- 16 May – 弗兰克·R·麦克宁奇（Frank R. McNinch）
- 23 May – 老唐纳德·威尔士·道格拉斯（Donald W. Douglas）
- 30 May – 厄尔·白劳德（Earl Browder）
- 6 Jun – 约翰尼·古德曼（Johnny Goodman）
- 13 Jun – 查尔斯·林德伯格（Charles A. Lindbergh） & 亚历克西·卡雷尔（Alexis Carrel）
- 20 Jun – 罗伯特·威廉姆斯·伍德（Robert W. Wood）
- 27 Jun – 爱德华·贝奈斯（Eduard Benes）
- 4 Jul – 奥尔威·H·沙尔克利（Orway H. Chalkley）
- 11 Jul – 沃尔特·温切尔（Walter Winchell）
- 18 Jul – 哈里·霍普金斯（Harry L. Hopkins）
- 25 Jul – 理查德·施特劳斯（Richard Strauss）
- 1 Aug – 阿尔伯特·B·钱德勒（Albert B. Chandler）
- 8 Aug – 弗兰克·卡普拉（Frank Capra）
- 15 Aug – 小威廉·•麦克切斯尼·马丁（William McChesney Martin, Jr.）
- 22 Aug – 路易斯·亚瑟·约翰逊（Louis A. Johnson）
- 29 Aug – 拉萨罗·卡德纳斯（Lázaro Cárdenas）
- 5 Sep – 霍尔格·卡希尔（Holger Cahill）
- 12 Sep – 托马斯·科克兰（Thomas Corcoran） & 本杰明·维克多·科恩（Benjamin V. Cohen）
- 19 Sep – 威廉·佩利（William S. Paley）
- 26 Sep – 理查德·罗杰斯（Richard Rodgers） & 洛伦兹·哈特（Lorenz Hart）
- 3 Oct – 威廉·劳伦斯·布拉格（William L. Bragg）
- 10 Oct – 谢尔盖·库塞维茨基（Sergei Koussevitzky）
- 17 Oct – 内维尔·张伯伦
- 24 Oct – 谢里丹·唐尼（Sheridan Downey）
- 31 Oct – 弗雷德里克·L·雷德弗（Frederick L. Redefer）
- 7 Nov – 安德烈·马尔罗（André Malraux）
- 14 Nov – 亨利·格雷迪·韦弗（Henry Grady Weaver）
- 21 Nov – 埃尔默·F·安德鲁斯（Elmer F. Andrews）
- 28 Nov – 比弗布鲁克勋爵（Lord Beaverbrook）
- 5 Dec – 克利福德·奥德茨（Clifford Odets）
- 12 Dec – 保罗亲王
- 19 Dec – 亨利·阿加德·华莱士（Henry A. Wallace）
- 26 Dec – 夏洛特的“诞生”（Charlot's 'Nativity'）

## 1939年

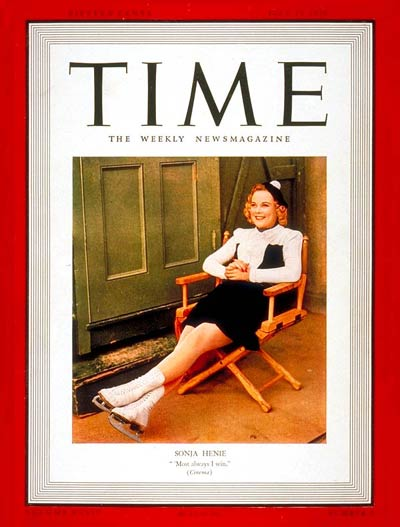
1939年7月17日封面人物索尼娅·海妮（Sonja Henie）

- 2 Jan – 阿道夫·希特勒，時代年度風雲人物
- 9 Jan – 奥斯卡·里德尔（Oscar Riddle）
- 16 Jan – 朱利叶斯·彼得·海尔（Julius P. Heil）
- 23 Jan – 威廉·福克纳（William Faulkner）
- 30 Jan – 亨利·欧内斯特·西格里斯特（Henry E. Sigerist）
- 6 Feb – 罗伯特·费希纳（Robert Fechner）
- 13 Feb – 巴勃羅·畢卡索
- 20 Feb – 查尔斯·爱迪生（Charles Edison）
- 27 Feb – 伊格纳奇·扬·帕德雷夫斯基（Ignace J. Paderewski）
- 6 Mar – 约瑟夫·贝克（Josef Beck）
- 13 Mar – 威廉·R·赫斯特（William R. Hearst）
- 20 Mar – 约翰·南斯·加纳(John Nance Garner)
- 27 Mar – 弗朗西斯科·佛朗哥（Francisco Franco）
- 3 Apr – 刘易斯·H·布朗（Lewis H. Brown）
- 10 Apr – 琴吉·罗杰斯（Ginger Rogers）
- 17 Apr – 埃莉诺·罗斯福（Eleanor Roosevelt）
- 24 Apr – 海因里希·希姆莱（Heinrich Himmler）
- 1 May – 格罗弗·A·惠伦（Grover A. Whalen）
- 8 May – 詹姆斯·乔伊斯（James Joyce）
- 15 May – 乔治六世
- 22 May – 纳尔逊·洛克菲勒（Nelson Rockefeller）
- 29 May – 格伦·卢瑟·马丁（Glenn L. Martin）
- 5 Jun – 爱德华·达拉第（Édouard Daladier）
- 12 Jun – 多萝蒂·汤普森（Dorothy Thompson）
- 19 Jun – 查尔斯·林德伯格（Charles A. Lindbergh）
- 26 Jun – 西格蒙德·弗洛伊德（Sigmund Freud）
- 3 Jul – 埃德温·格兰特·康克林（Edwin G. Conklin）
- 10 Jul – 保罗·V·麦克纳特（Paul V. McNutt）
- 17 Jul – 桑雅·赫尼（Sonja Henie）
- 24 Jul – 艾达·乔诺（Edda Ciano）
- 31 Jul – 温德尔·刘易斯·威尔基（Wendell L. Willkie）
- 7 Aug – 威廉·伍德瓦德（William Woodward）
- 14 Aug – 莫里斯·甘末林（Maurice Gamelin）
- 21 Aug – 埃莉诺·霍尔姆（Eleanor Holm）
- 28 Aug – 弗兰克·墨菲（Frank Murphy）
- 4 Sep – 温斯顿·丘吉尔（Winston Churchill）
- 11 Sep – 爱德华·雷兹-希米格维（Edward Rydz-Śmigły）
- 18 Sep – 老约瑟夫·P·肯尼迪（Joseph P. Kennedy）
- 25 Sep – 瓦尔特·冯·布劳希奇（Walther von Brauchitsch）
- 2 Oct – 阿瑟·范登堡（Arthur Vandenberg）
- 9 Oct – 伊丽莎白王后
- 16 Oct – 考夫曼·T·凯勒（Kaufman T. Keller）
- 23 Oct – 西里尔·内维尔，第一代内维尔男爵（Cyril Newall, 1st Baron Newall）
- 30 Oct – 古斯塔夫五世国王
- 6 Nov – 汤姆·哈蒙（Tom Harmon）
- 13 Nov – 卡罗尔二世国王
- 20 Nov – 乔治·西蒙·考夫曼（George S. Kaufman）
- 27 Nov – 威廉明娜女王
- 4 Dec – 卡尔·桑德堡（Carl Sandburg）
- 11 Dec – 纳尔逊·詹森（Nelson T. Johnson）
- 18 Dec – 赫伯特·胡佛（Herbert Hoover）
- 25 Dec – 费雯·丽（Vivien Leigh）